# Fedotovia uzbekistanica
Espèce
Synonymes
- Gnaphosa lindbergi Roewer, 1961

Fedotovia uzbekistanica est une espèce d'araignées aranéomorphes de la famille des Gnaphosidae.

## Distribution
Cette espèce se rencontre en Ouzbékistan, au Kazakhstan, au Tadjikistan, en Afghanistan et en Iran,.

## Description
Le mâle décrit par Fomichev et Marusik en 2015 mesure 6,9 mm et la femelle 7,0 mm.

## Étymologie
Son nom d'espèce lui a été donné en référence au lieu de sa découverte, l'Ouzbékistan.

## Publication originale
- Charitonov, 1946 : New forms of spiders of the USSR. Izvestija. Estestvenno-Nauchnogo Obshestva pri Molotovskom Universitete, vol. 12, p. 19-32.